# (5645) 1990 SP
(5645) 1990 SP est un astéroïde Apollon découvert le 20 septembre 1990 par Robert H. McNaught à Siding Spring.
Sa distance minimale d'intersection de l'orbite terrestre est de 0,0535 ua.